# Marvin Pieringer
Marvin Pieringer (ur. 4 października 1999) – niemiecki piłkarz występujący na pozycji napastnika w niemieckim klubie Paderborn. Wychowanek SSV Reutlingen 05, w trakcie swojej kariery grał także w takich zespołach jak SC Freiburg oraz Würzburger Kickers oraz Schalke 04.